# Sòrab
|  | Aquest article tracta sobre la llengua. Si cerqueu la gent, vegeu «sòrabs». |

El sòrab és una llengua eslava occidental parlada per unes 50.000 persones en enclavaments aïllats a l'est dels estats de Saxònia i Brandenburg, a l'est Alemanya.
També anomenada lusacià i wend; en alemany Sorbisch o Wendisch; en sòrab: serbska rěč, serbšćina. Es parla a Lusàcia, Lausitz en alemany, Łužica en alt sòrab i Łužyca en baix sòrab.
Els sòrabs s'anomenen a si mateixos Serbja (alt sòrab) o Serby (baix sòrab), a les seves terres Serby, i l'adjectiu corresponent és serbski. Aquestes formes són anàlogues a les sèrbies Srbi, Srbija i srpski; és a dir, ambdós pobles es denominen a si mateixos amb el mateix nom, i de fet en altres idiomes eslaus, com el serbocroat o l'eslovè, no hi ha diferència entre ambdues denominacions, per la qual cosa recorren al terme lužicki Srbi («serbis lusacians»).
El sòrab guarda una notable similitud amb el txec i l'eslovac, també pertanyents al grup occidental de les llengües eslaves.

## Dialectes

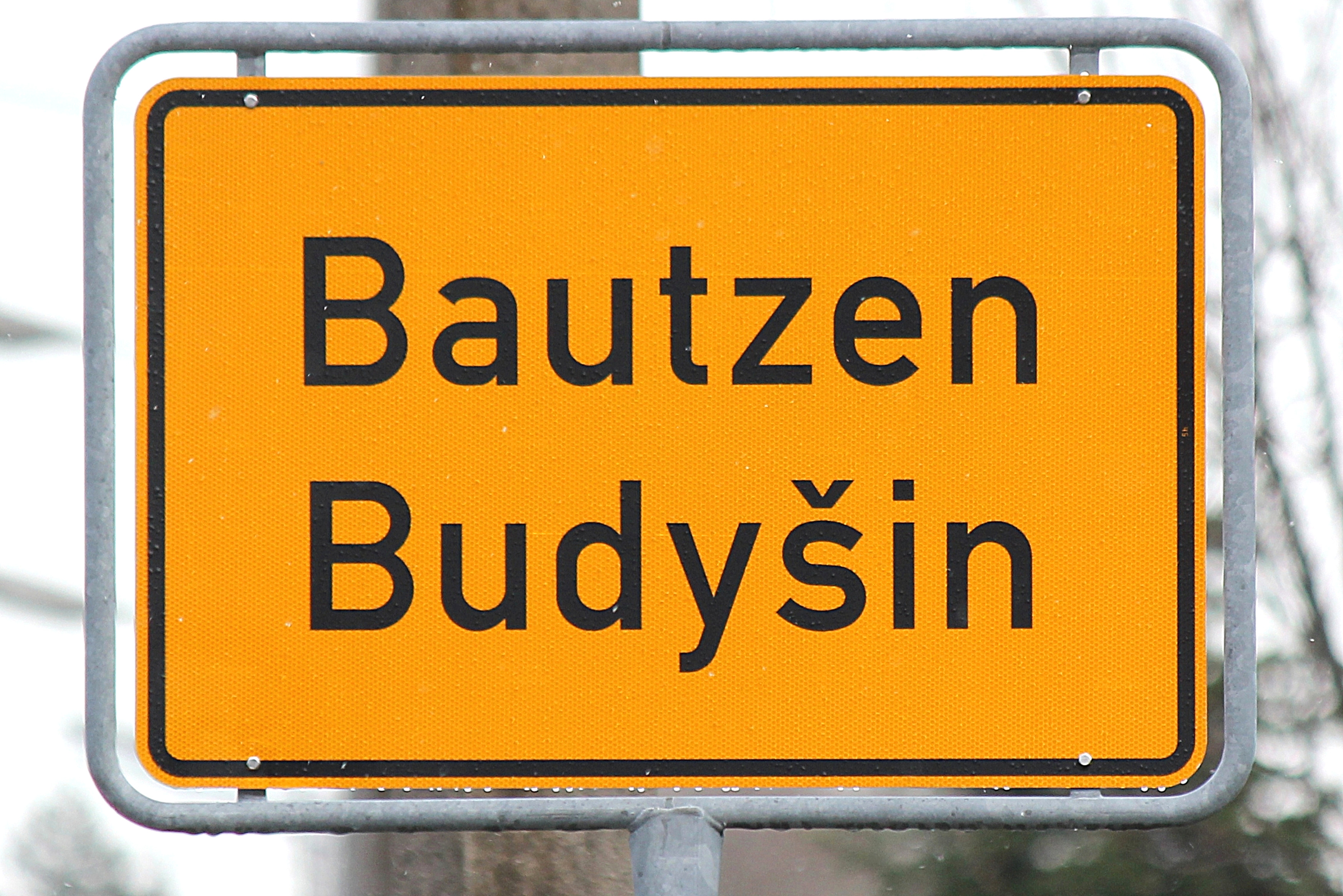
Rètol bilingue alemany/sòrab a Bautzen

Es distingeixen dos dialectes principals: l'alt sòrab al voltant de l'enclavament de Bautzen/Budyšin amb uns 55.000 parlants i el baix sòrab entorn de la ciutat de Cottbus/Chośebuz amb uns 15.000 parlants. De fet, Ethnologue i l'ISO les consideran llengües distintes amb codis diferents per a l'alt sòrab hsb (davants WEN) i el baix sòrab dsb (davants WEE).
El dos grans blocs dialectals són situats al sud del territori propi (alt sòrab) i al nord (baix sòrab), separats per una franja de parlar de transició. L'àrea del baix sòrab és travessada per la zona de parla alemanya que divideix el domini sòrab. La manca d'un centre urbà aglutinador i el fraccionament polític han estat la causa de la consolidació de dos estàndards diferents, també anomenats alt sòrab i baix sòrab, que no es corresponen exactament amb els dialectes del mateix nom. Així, ambdós dialectes posseeixen un estàndard escrit i literatura pròpia. L'alt sòrab s'assembla al txec, i el bàix sòrab al polonès. Les importants diferències entre totes dues formes estàndard fan dubtar de la unitat lingüística soraba, però els sòrabs, que s'anomenen ells mateixos serbski, les consideren variants d'un sol idioma.

## Fonètica i Gramàtica
Tant en l'alt sòrab com en el baix sòrab hi ha set vocals. L'alt sòrab té 30 consonants, i el baix sòrab, 31. El substantiu conserva en tots els dialectes els tres gèneres (masculí, femení i neutre) i els tres nombres (singular, dual i plural) de l'eslau comú.
Una de les característiques més interessants de la seva gramàtica és la preservació del nombre dual, fet que comparteix únicament amb l'eslovè entre tota la família eslava. Pel que fa al cas gramatical presenta els típics dels idiomes eslaus. Només l'alt sòrab, però, conserva els set casos, car el baix sòrab ha perdut el vocatiu. En el lèxic d'ambós dialectes hi ha manlleus d'alemanys i txecs.
Començament del parenostre en ambdós dialectes:
- Alt sòrab: Wótče naš, kiž sy w njebjesach, swjeć so Twoje mjeno.

- Baix sòrab: Wóśce nas, kenž sy na njebju, wuswěśone buź Twójo mě.

- Català: Pare nostre que esteu en el cel, santificat el vostre nom.

## Història
Actualment el sòrab es parla a la regió Alemanya de Lusàcia. A inicis de l'edat mitjana els pobles eslaus ocupaven el nord-est de l'actual Alemanya, més o menys fins als rius Elba i Saale. A la part septentrional d'aquest territori hi havia establerts els polabis i la meridional, els sòrabs. El domini polític que ben aviat exerciren els alemanys damunt d'aquests pobles, amb la consegüent arribada a les seves terres de colons germanòfons, va provocar la desaparició dels polabis i una reducció considerable del territori original dels sòrabs. De fet, aquesta reducció no ha deixat mai de produir-se, i durant el mateix segle xx s'han anat germanitzant diferents comarques abans sòrabes. Actualment els sòrabs i la seva llengua es concentren en dues àrees separades i envoltades completament de territori de parla alemanya (illa lingüística): al nord, la zona al voltant de Cottbus, a la Baixa Lusàcia (land de Brandenburg), i, al sud, la de Bautzen, a l'Alta Lusàcia (land de Saxònia). A la segona meitat del segle xix, quan es comptaven més de 150.000 parlants de sòrab no hi havia solució de continuïtat entre els dos nuclis. Els parlants de sòrab viuen sobretot en àrees rurals, mentre que a les ciutats la població és majoritàriament gemanòfona.
La literatura soraba comença al segle xvi i coneix una gran florida al segle xix, amb el Romanticisme, continuada al llarg del segle xx i avui mateix en tota mena de gèneres. Si bé és cert que els intents constants de germanització que han patit els sòrabs, el darrer dels quals en època nazi, han reeixit en part, amb la reducció territorial del domini lingüístic que això ha comportat, també ho és que el sòrabs, especialment a l'Alta Lusàcia, han aconseguit mantenir vives la cultura i la llengua pròpies. Després de la Segona Guerra Mundial, el territori sòrab restà inclòs dins la República Democràtica Alemanya (RDA) i s'hi van donar canvis importants: d'una banda, hi van arribar molts refugiats i immigrants germanòfons; de l'altra, l'estat hi va fer cooficial la llengua sòraba i en potencià l'ús en l'administració, a l'ensenyament i als mitjans de comunicació. La situació de l'idioma, amb tot, no ha deixat de ser delicada. L'actual Alemanya unida també ha reconegut la cooficialitat del sòrab (cooficialitat lingüística) i l'idioma té una vida cultural prou destacada i presenta parlants de totes les edats. Però alhora, el nombre total de parlants de sòrab, tots bilingües (bilingüisme), és petit, i no tenen cap mena d'autonomia política, i cada cop més, les formes de vida actuals faciliten la penetració de l'alemany.

## Comparació entre llengües eslaves
| Català  | Alt Sòrab | Baix Sòrab | Polabi              | Polonès  | Txec   | Eslovè  | Rus                | Serbi         | Ucraïnès         |
| Home    | čłowjek   | cłowjek    | clawak, clôwak      | człowiek | člověk | člôvek  | человек (txelovek) | човек/čovek   | людина (liudina) |
| Vespre  | wječor    | wjacor     | vicer               | wieczór  | večer  | večér   | вечер (vétxer)     | вече/veče     | вечір (vetxir)   |
| Germà   | bratr     | bratš      | brot                | brat     | bratr  | bràt    | брат (brat)        | брат/brat     | брат (brat)      |
| Dia     | dźeń      | źeń        | dôn                 | dzień    | den    | dán     | день (den)         | дaн/dan       | день (den)       |
| Mà      | ruka      | ruka       | ręka                | ręka     | ruka   | rôka    | рука (rukà)        | рyка/ruka     | рука (ruka)      |
| Tardor  | nazyma    | nazyma     | prenja zaima, jisin | jesień   | podzim | jesén   | осень (ossen)      | jeсен/jesen   | осінь (ossin)    |
| Neu     | sněh      | sněg       | sneg                | śnieg    | sníh   | snég    | снег (sneg)        | снег/sneg     | сніг (snih)      |
| Estiu   | lěćo      | lěśe       | let                 | lato     | léto   | polétje | лето (leto)        | лето/leto     | літо (lito)      |
| Germana | sotra     | sotša      | sestra              | siostra  | sestra | sêstra  | сестра (sestrà)    | сестра/sestra | сестра (sestrà)  |
| Peix    | ryba      | ryba       | ryba                | ryba     | ryba   | ríba    | рыба (riba)        | риба/riba     | риба (riba)      |
| Foc     | woheń     | wogeń      | widin               | ogień    | oheň   | ôgənj   | огонь (ogon)       | вaтрa/vatra   | вогонь (vohon)   |
| Aigua   | woda      | wóda       | wôda                | woda     | voda   | vôda    | вода (vodà)        | вóда/voda     | вода (vodà)      |
| Vent    | wětr      | wjatš      | wjôter              | wiatr    | vítr   | vétər   | ветер (véter)      | ветaр/vetar   | вíтер (víter)    |
| Hivern  | zyma      | zyma       | zaima               | zima     | zima   | zíma    | зима (zimà)        | зима/zima     | зимá (zimà)      |
| ------- | --------- | ---------- | ------------------- | -------- | ------ | ------- | ------------------ | ------------- | ---------------- |